# South Plainfield
South Plainfield ist eine Stadt im Middlesex County, New Jersey, USA. Das U.S. Census Bureau hat bei der Volkszählung 2020 eine Einwohnerzahl von 24.338 ermittelt.

## Geographie
Die geographischen Koordinaten der Stadt sind 40°34'51" nördliche Breite und 74°24'50" westliche Länge.
Nach Angaben des amerikanischen Vermessungsbüros hat die Stadt eine Gesamtfläche von 21,7 km², wovon 21,7 km² Land und 0,1 km² (0,48 %) Wasser ist.

## Demographie
Laut der Volkszählung 2000 lebten zu diesem Zeitpunkt 21.810 Personen in South Plainfield. Es gab 7.151 Haushalte und 5.856 Familien in der Stadt. Die Bevölkerungsdichte betrug 1.007,3 Einwohner pro km². 77,74 % der Bevölkerung waren Weiße, 8,56 % Afroamerikaner, 0,22 % amerikanische Ureinwohner, 7,57 % Asiaten, 0,00 % pazifische Insulaner, 3,48 % anderer Herkunft und 2,42 % Mischlinge. 8,66 % waren Latinos unterschiedlicher Abstammung.
Von den 7.151 Haushalten hatten 37,6 % Kinder unter 18 Jahren. 66,8 % davon waren verheiratete, zusammenlebende Paare, 10,9 % alleinerziehende Mütter, 18,1 % keine Familien, 15,3 % waren Singlehaushalte und in 7,5 % lebten Menschen im Alter von mehr als 65 Jahren. Die durchschnittliche Haushaltsgröße betrug 3,01 Personen; die Durchschnittsfamiliengröße 3,35 Personen.
25,1 % der Bevölkerung waren unter 18 Jahre alt, 7,2 % zwischen 18 und 24, 29,9 % zwischen 25 und 44, 23,7 % zwischen 45 und 64, 14,1 % älter als 65. Das Durchschnittsalter betrug 38 Jahre. Das Verhältnis Frauen zu Männern betrug 100:96,1; bei den über 18-Jährigen 100:92,6.
Das jährliche Durchschnittseinkommen der Haushalte lag bei 67.466 USD, das Durchschnittseinkommen der Familien 72.745 USD. Männer hatten ein Durchschnittseinkommen von 47.465 USD, Frauen 34.329 USD. Der Prokopfeinkommen der Stadt betrug 25.270 USD. 3,4 % der Bevölkerung und 2,3 % der Familien lebten unterhalb der Armutsgrenze, davon waren 3,7 % Kinder oder Jugendliche unter  18 Jahren und 4,4 % Menschen über 65 Jahren.

## Einwohnerentwicklung
| Jahr | Einwohner¹ |
| ---- | ---------- |
| 1980 | 20.521     |
| 1990 | 20.489     |
| 2000 | 21.810     |
| 2010 | 23.385     |
| 2020 | 24.338     |

¹ 1980–2020: Volkszählungsergebnisse

## Söhne und Töchter der Stadt
- Tim Sullivan (* 1964), Drehbuchautor, Filmregisseur und Filmproduzent